# Upitnik
Upitnik ( ? ) razgodak kojim se označava upitnost, odnosno pitanje.

## Povijest
Vjeruje se da mu oblik dolazi od latinske riječi quaestion = pitanje, koja se kratila u Qo. Q se pisao iznad maloga slova o te se s vremenom to pretvorilo u današnji simbol. 
Druga pak teorija tvrdi da je u 9. st. krivulja oponašala intonaciju pitanja.

## Uporaba u jeziku

### Rečenice
Upitnik označava upitne rečenice, pitanja koje se može sastojati od jedne riječi ili više njih:
- Tko? Ja? A ti to nisi vidio? Pa gdje si bio toga dana?

Upitnik dolazi i kod retoričkih pitanja koja ne traže odgovor:
- Što te sputava, srce moje, da ne progovoriš iz dubina

Kao orgulje skrivene u crnom lišću noći? (Dragutin Tadijanović)
Ako nekoliko upitnih rečenica slijedi jedna iza druge, a čine smislenu cjelinu, upitnik se može staviti samo iza posljednje, a ostale se odjeljuju zarezom ili povezuju veznicima:
- Reci mi kako da ti pomognem, gdje da tražim, koga da pitam?

Ako se pita samo jednim dijelom rečenice, upitnik se stavlja iza te riječi ili dijela, a dalje se nastavlja malim slovom:
- Nešto mu je rekao, a što? to nitko ne zna.

Upitnik ne dolazi iza neupravnih pitanja:
- Reci mi tko je napravio nered. Povjerio mi je odakle su zapravo došli.

Ako upitna rečenica završava vokativom, ostavlja se upitnik i ne dodaje uskličnik:
- Kamo ćeš, vraže?

### Naslovi
Upitnik u naslovima ne dolazi ako rečenica nagoviješta objašnjenje, a ne pitanje:
- Sanjaju li androidi električne ovce (Phillip Dick)
- Tko se boji Virginije Woolf (Edward Albee)

Ako je ipak težište na pitanju, upitnik se stavlja:
- Neću ili ne ću?
- Pogreška ili pogreška?
- Sport ili šport?

### Ostalo
Upitnik može stajati kao znak šutnje u razgovoru:
- Gdje kupuje Superman?
- ?
- U supermarketu!
Ako je neki podatak nepotvrđen ili nesiguran, može se upitnik staviti unutar zagrada da bi se označila ta nepouzdanost:
- Kralj Zvonimir umro je 1089. (?) godine.

### Upitnik i uskličnik
Ako se nekim pitanjem ujedno žele izraziti i jače emocije, ushit, oduševljenje, čuđenje itd., iza upitnika može se staviti i uskličnik:
- Ne mogu vjerovati da to govoriš! Ja da sam to učinio?! Ja?!
- Pa kako da ja to znam?!